# Pawieł Kisielow

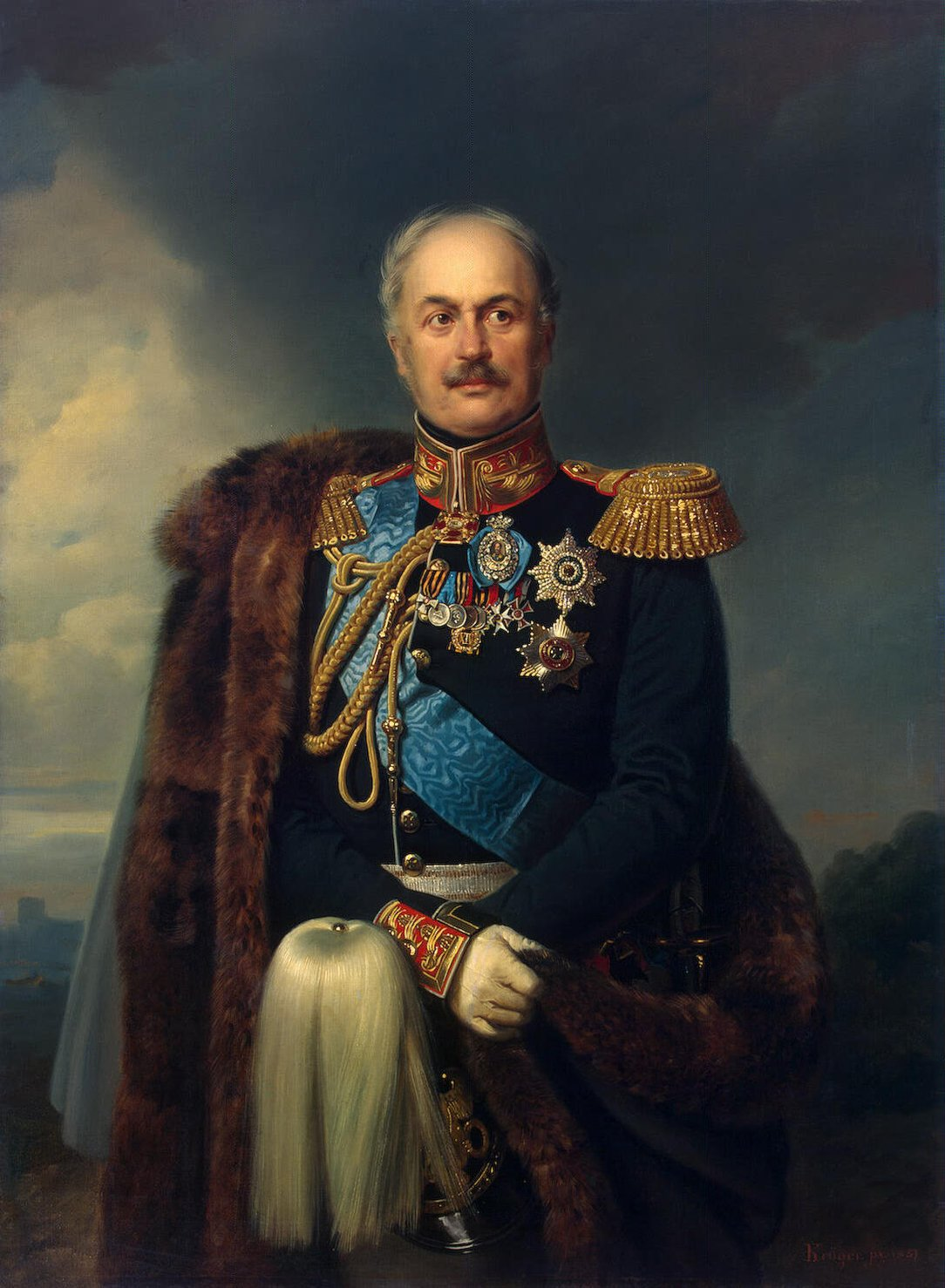
Pawieł Kisielow (portret Franza Krügera, 1851)

Pawieł Dmitrijewicz Kisielow (ros. Павел Дмитриевич Киселёв, ur. 8 stycznia 1788 w Moskwie, zm. 14 listopada 1872 w Paryżu) – rosyjski działacz państwowy, hrabia, generał.

## Życiorys
Od 1805 służył w armii, w 1812 walczył w wojnie z Francją i później w zagranicznym pochodzie rosyjskiej armii, w 1814 został adiutantem cara Aleksandra. Od 1819 był szefem sztabu 2 Armii w Tulczynie, był zaprzyjaźniony z niektórymi dekabrystami, jednak nie brał udziału w ich działalności. Wyróżnił się podczas wojny z Turcją 1828–1829, po której został zarządcą Mołdawii i Wołoszczyzny, od 1835 był głównym zarządcą spraw chłopskich i odpowiedzialnym za reformy rolnictwa, 1856–1862 był posłem Rosji we Francji. W 1862 zakończył służbę państwową, mieszkał w Szwajcarii i we Francji.
W 1821 zawarł związek małżeński z Zofią Kisielewową, córką Stanisława Szczęsnego Potockiego i jego trzeciej żony, Zofii z Glavanich Wittowej. Miał z nią syna Włodzimierza (1822–1824); od 1829 małżonkowie pozostawali w separacji.